# ویلیام سدلر (بازیگر)
ویلیام سدلر (انگلیسی: William Sadler؛ زاده ۱۳ آوریل ۱۹۵۰) هنرپیشه اهل ایالات متحده آمریکا است. وی از سال ۱۹۷۷ میلادی تاکنون مشغول فعالیت بوده است.
از فیلم‌ها و سریال‌هایی که وی در آن نقش داشته است، می‌توان به جان‌سخت ۲، قداره کشتار، رستگاری در شاوشنک، مردی روی لبه، مرد آهنی ۳، آگوست راش، جان‌سخت، بلعیدن، دارایی‌های آوا، مأموران بزرگراه، پروژه ایکس، وسایل نقلیه جاده، معما، نبرد شیکر هایتس، دانش‌آموز خوب، شوالیه شیطان، بدون ضرب‌وشتم، آب و هوای آینده، اعتراف‌کن، دویدن دختر را ببینید، کیفیت بالاتر و اقیانوس آرام اشاره کرد.